# سنت‌پترفولده
سِنت‌پترفولده (به مجاری:  Szentpéterfölde) یک منطقهٔ مسکونی در مجارستان است که در زالا واقع شده‌است.